# Чарнецький під Кольдингом
Чарнецький під Кольдингом — картина олією Юзефа Брандта, написана в 1870 році, зберігається в колекції Національного музею у Варшаві.

## Опис
Праця Брандта представляє важливий епізод датського походу Стефана Чарнецького в 1658–1659 роках, здійсненого під час Другої Північної війни (1655–1660). З’єднання Чарнецького, яке входило до австрійсько-бранденбурзько-польського корпусу, рушило на допомогу Данії, яка потерпала від шведської навали. Одним з боїв з’єднання була успішна облога захопленого шведами міста Кольдинг (23-25 грудня 1658).
У панорамному зимовому пейзажі з замком Кольдинг на березі затоки (глибоко в центрі композиції) велика група вершників займає позиції на пагорбі ліворуч і висаджується з кораблів і човнів праворуч. Стефан Чарнецький у червоному одязі в групі вершників на передньому плані зліва. Небо вкрите сірими хмарами. Армія представлена відтінками червоного та коричневого кольорів.
За словами Влодзімєжа Каліцького, на картині зображено облогу не Кольдингу, а замку Сьондерборг.

## Зовнішні посилання
- Audiodeskrypcja obrazu Czarniecki pod Koldyngą, Muzeum Narodowe w Warszawie